# Pupille de la Nation
Pour les articles homonymes, voir Pupille (homonymie).
Ne doit pas être confondu avec Pupille de l'État.

Affiche imprimée en faveur des pupilles de la nation à l’occasion de Noël 1918.

En France, la qualité de pupille de la Nation est attribuée par l’État aux enfants de moins de vingt-et-un ans dont un des parents a été blessé ou tué lors d’une guerre, d’un attentat terroriste ou en rendant certains services publics.
Cette qualité de pupille de la Nation a été instaurée par la loi du 27 juillet 1917 qui instaure l'Office national des pupilles de la Nation, établissement public rattaché au ministère de l'Instruction publique. Elle est destinée à l'origine aux enfants « orphelins de guerre » adoptés par la Nation. La Première Guerre mondiale ayant laissé de nombreuses familles sans soutien familial, ce statut permettait aux enfants qui le recevaient une protection supplémentaire et particulière, en complément de celle exercée par leurs familles.
À la différence du statut de pupille de l'État, la qualité de pupille de la Nation ne place nullement la personne sous la responsabilité exclusive de l’État. Les familles et les tuteurs conservent le plein exercice de leurs droits et notamment, le libre choix des moyens d’éducation. La mise en œuvre du statut de pupille de la Nation constitue une activité originelle de l’Office national des anciens combattants et victimes de guerre (ONACVG) et plus particulièrement de ses services départementaux.

## Droits liés au statut de pupille de la nation
Le pupille de la nation se voit accorder un certain nombre d'aides et de subventions, si la situation le requiert.

### Subvention scolaire[5]
- subvention d'entretien pour couvrir les besoins de base de l'enfant ;
- subvention pour frais de maladie en complément de la sécurité sociale et de l'aide médicale d'urgence ;
- subvention d'étude jusqu'au terme des études supérieures (avant 21 ans). Les étudiants pupilles de la nation sont exonérés de frais de scolarité ;
- subvention pour les projets d'entrée dans la vie active (avant 21 ans).

### En matière d'emploi
- subventions d’aide à la recherche d'un premier emploi ;
- prise en charge des formations dispensées par les neuf écoles de reconversion professionnelle de l'ONACVG ou par d’autres organismes de formation professionnelle ;
- prêts d'installation professionnelle. Ces prêts de 3 000 euros sont à taux nul, remboursables sur trois ans maximum ;
- emplois réservés dans l'administration, les collectivités locales et les établissements publics.

### En matière de fiscalité
- l'envoi de documents ayant pour objet la protection des pupilles de la Nation sont dispensés du timbre postal ;
- en cas d'adoption, les dons et legs de l'adoptant vers l'adopté bénéficient des abattements prévu par l'article 779 du code général des impôts. Les dons et legs de personnes ayant entretenu le pupille pendant 5 ans pendant sa minorité bénéficient du même abattement ;
- les pupilles victimes du terrorisme et de faits de guerre sont exonérées de droits de mutations ;
- les pupilles de la Nation devenus adultes continuent de bénéficier du soutien moral et matériel de l’ONACVG.

## Évolution de la loi
La qualité de Pupille de la Nation est par la suite étendue à d'autres catégories de personnes.
L'article 26 de la loi numéro 90-86 du 23 janvier 1990 étend à certaines victimes d'actes de terrorisme des dispositions du code des pensions militaires d'invalidité et des victimes de guerre applicables aux victimes civiles de guerre.
La loi numéro 93-915 du 19 juillet 1993 reconnaît comme Pupilles de la Nation les enfants des magistrats, militaires de la gendarmerie, fonctionnaires des services actifs de la police nationale et fonctionnaires de l'administration pénitentiaire et des douanes, des personnels civils et militaires de l'État participant aux opérations de recherche, de neutralisation, d'enlèvement et de destruction des munitions de guerre et engins explosifs ou de personnes ayant œuvré sous l'autorité des personnes précédentes, dont la mort est la conséquence d'une action durant leur service. 
Sont également concernés les personnes titulaires d'un mandat électif au titre du code électoral tuées ou décédées des suites d'une blessure ou d'une maladie contractée ou aggravée du fait d'un acte d'agression survenu lors de l'exercice de leur mandat et en relation directe avec leurs fonctions électives, et les professionnels de la santé décédés à la suite d'homicides volontaires commis à leur encontre par des patients, dans l'exercice de leurs fonctions.
Ces textes législatifs sont aujourd’hui codifiés dans le quatrième Livre de la partie législative (articles L411-1 à L444-1) du Code des Pensions militaires d'invalidité et des victimes de la Guerre.

## Catégories de pupilles
Les catégories de « Pupilles de la Nation 39/45 » sont :
1. enfants de déportés juifs (décret de juillet 2000 — Gouvernement Lionel Jospin) ;
2. enfants de déportés non-juifs, à la suite d'actes de résistance et autres victimes du nazisme (décret de juillet 2004 — Gouvernement Jean-Pierre Raffarin) ;
3. père mort au cours de la campagne de France de mai-juin 1940 ;
4. père mort au maquis, au cours d'opérations, sans avoir été fusillé ;
5. père mort dans le cadre des Forces françaises libres ;
6. père (ou mère) mort par hasard, en croisant la route de combats ;
7. père (ou mère) mort au cours de bombardements (alliés ou ennemis) ;
8. père rentré invalide de captivité (et/ou décédé des suites de cette captivité) ;
9. père enrôlé de force dans l'armée allemande (les Malgré-nous) ;
10. père mort en Allemagne en tant que prisonnier de guerre (oflag, stalag ou usine) ;
11. père mort au cours de l'attaque surprise japonaise de mars 1945 en Indochine ;
12. mort du père non définie.
13. père (ou mère) mort dans un attentat terroriste.

Le contexte est ici celui de la Seconde Guerre mondiale pour correspondre à la seule discrimination liée aux décrets de 2000 et 2004 qui font référence au nazisme. Il n'existe pas de catégorisation pour les pupilles issus des autres conflits.